# Chiodo isterico
Il chiodo isterico  è una sensazione dolorosa dovuta ad una iperestesia al vertice del capo, che si accompagna generalmente a stati di sovraeccitazione.
Può insorgere anche con la pressione sulla regione iperestesica oppure per suggestione.